# بيلياس

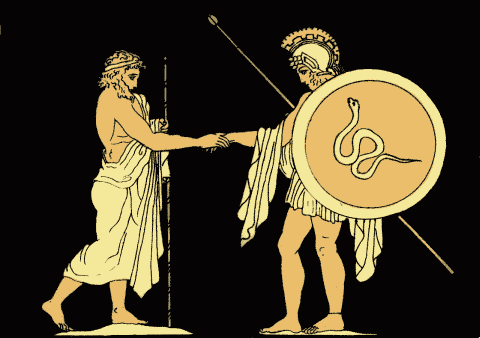

بيلياس هو شخصية في الأساطير اليونانية، وهو ابن بوسيدون وتيرو ابنة سالمونيوس. تزوجت تيرو بعدها من كريثيوس ملك يولكوس في ثيساليا، وأنجبت منه أيسون وفيريي وأميثون، وكان يعتقد أن بيلياس هو ابن كريثيوس. قامت أمه برميه في العراء مع شقيقه التوأم نيليوس، ولكن قام أحد الرعاة برعايتهما. عندما بلغا سن الرشد اعترفت أمهما بهما.
جعل بيلياس نفسه ملك على المدينة بعد وفاة كريثيوس، ثم طرد أخاه إلى ميسينيا، حيث أسس هناك مدينة بيلوس. ثم هدف بعدها للتخلص من جاسون ابن أخيه أيسون، فأرسله إلى كولخيس ليبحث عن الصوف الذهبي، واستفاد من غيابه لقتل والديه وشقيقه. وعندما عاد جاسون سعى للانتقام من عمه، وتمكنت زوجته ميديا من إقناع بنات بيلياس أن يقطعنه ويغلينه، وذلك بعد أن أكدت لهم أنه سيعود شابا من جديد. قام أكاستوس بن بيلياس بطرد جاسون وميديا وأقام ألعابا جنائزية تكريما لأبيه، والتي احتفل بها الشاعر ستيسيخوروس وتم تصويرها على صندوق كيبسيلوس.
كانت وفاة بيلياس موضوعا لمسرحية ريزوتوموي (أو قاطعو الجذور) للمسرحي سوفوكليس، وفي مسرحيته «تيرو» يتعامل سوفوكليس مع جزء آخر من الأسطورة. وكانت مسرحية بيليادس (بنات بيلياس) هي اسم أول مسرحية ليوريبيديس.